# Mesembriomys
Mesembriomys es un género de roedores miomorfos de la familia Muridae. Son endémicos de Australia continental.

## Especies
Se reconocen las siguientes:
- Mesembriomys gouldii (Gray, 1843)
- Mesembriomys macrurus (Peters, 1876)